# مانیکا ویت
مانیکا ویت (انگلیسی: Monica Witt؛ زادهٔ ۸ آوریل ۱۹۷۹) پرسنل نظامی سابق اهل ایالات متحده آمریکا است. او یک گروهبان فنی سابق نیروی هوایی ایالات متحده و پیمانکار دفاعی است که در سال ۲۰۱۳ به ایران فرار کرد. او از سال ۲۰۱۸ به اتهام جاسوسی علیه ایالات متحده تحت تعقیب گرفته و از کیفرخواست وزارت دادگستری ایالات متحده فراری است. ویت در تگزاس متولد شد. او سپس به عنوان مأمور ویژه ضد جاسوسی نیروی هوایی منصوب شد تا اینکه در سال ۲۰۰۸ از نیروی هوایی جدا شد. او تا سال ۲۰۱۰ به عنوان یک پیمانکار نظامی به کار اطلاعاتی خود ادامه داد. پس از مسلمان شدنش در سال ۲۰۱۲ در ایران، ویت به‌طور فزاینده ای بر مذهب و منطقه خاورمیانه متمرکز شد. او به زودی به کمک‌های مرضیه هاشمی، یک مأمور احتمالی وزارت اطلاعات ایران وابسته شد. با کمک هاشمی، ویت در سال ۲۰۱۳ به ایران فرار کرد و کمک‌ها و اطلاعاتی را که ناشی از کار او برای دولت آمریکا بود، به مقامات جمهوری اسلامی ارائه کرد.

## زندگی شخصی
مونیکا الفرید ویت در ۸ آوریل ۱۹۷۹ در ال پاسو، تگزاس، در خانواده کیلچا لی و هری هانس ویت متولد شد. خواهر کوچکتر او، پگی لی، پنج سال بعد در ۲۷ ژوئیه به دنیا آمد. نیویورک تایمز گزارش داد که یی اندکی قبل از اینکه ویت در سال ۱۹۹۷ وارد خدمت شود، درگذشت و او تا سال ۲۰۰۸ از بستگان خود دور شد. او به خانه‌های یارانه‌ای بی‌کیفیت در فالز چرچ، ویرجینیا نقل مکان کرد و زمانی بی‌خانمان شده بود. ویت در مصاحبه‌ای با خبرگزاری بین‌المللی قرآن در سال ۲۰۱۳ خود را به عنوان یک مسیحی در زمان خدمت نظامی‌اش در ایالات متحده توصیف کرد. او گفت که این مأموریت در عراق و میل به درک عراقی‌ها بود که او را به مطالعه قرآن ترغیب کرد. ویت شور و شوق خود را برای کتاب مقدس اسلامی توصیف کرد و گفت: "آنقدر مرا تحت تاثیر قرار داد که هرگز تصور نمی‌کردم. آنقدر به قرآن علاقه‌مند شدم که هر شب آن را مطالعه می‌کردم." ویت دوستان، خانواده و ارتش ایالات متحده را تحت تأثیر تبلیغات گسترده ضد ایرانی و ضداسلامی در ایالات متحده و عدم پذیرش چرخش مذهبی او توصیف کرد. وزارت دادگستری ایالات متحده (DOJ) ادعا کرد که ویت در تلویزیون ایران ظاهر شد و در آنجا به اسلام گروید.[۲] در کیفرخواست وزارت دادگستری، «فاطمه زهرا» و «نرگس ویت» به عنوان نام‌هایی که ویت نیز با آن‌ها شناخته می‌شود، ذکر شده است.[۶] آدام گلدمن از نیویورک تایمز گزارش داد که "در داخل دولت، برخی از مقامات او را "طوفان خیره‌سر" نامیدند.

## جاسوسی برای ایران
ویت بلافاصله پس از ورود به ایران، «مسکن و تجهیزات کامپیوتری» برای تسهیل کارش از طرف دولت ایران دریافت کرد. او فوراً نام رمز و مأموریت برنامه دسترسی ویژه وزارت دفاع ایالات متحده را که قبلاً به آن دسترسی داشت به مقامات ایرانی گفت. از ژانویه ۲۰۱۴ تا مه ۲۰۱۵، ویت از حساب‌های جعلی فیس‌بوک برای تحقیق در مورد پرسنل اطلاعاتی و تهیه «بسته‌های هدف» برای ایران برای استفاده و تلاش برای استخدام استفاده کرد. ویت همچنین نام واقعی طبقه‌بندی شده و فعالیت‌های ضد جاسوسی یک عامل جامعه اطلاعاتی ایالات متحده را به ایران داد. این افشاگری‌ها توسط دستیار اجرایی FBI در امور امنیت ملی به‌عنوان پتانسیل ایجاد آسیب جدی به امنیت ملی [ایالات متحده آمریکا] طبقه‌بندی شد. همچنین گفته می‌شود که ویت در بازجویی از ده ملوان نیروی دریایی ایالات متحده که در حادثه دریایی ایران و آمریکا در سال ۲۰۱۶ دستگیر شده بودند، دست داشته است. در سال ۲۰۱۹، اعتقاد بر این بود که ویت با گروه جنگ سایبری فسفر (که گاهی گربه جذاب نیز نامیده می‌شود) کار می‌کرد. در اکتبر ۲۰۱۹، مایکروسافت اعلام کرد که فسفر در ماه اوت و سپتامبر در تلاش برای به خطر انداختن حساب‌های مرتبط با یک نامزد در انتخابات ریاست‌جمهوری ۲۰۲۰ ایالات متحده بوده است. تا سال ۲۰۲۱، برخی از مقامات آژانس اطلاعات مرکزی بر این باور بودند که ویت جاسوسان آنها را افشا کرده و جمع‌آوری اطلاعات آنها در ایران را مختل کرده است.